# Хассан Банде
Буреїма Хассан Банде (фр. Boureima Hassane Bandé, нар. 30 жовтня 1998, Уагадугу) — буркінійський футболіст, нападник фінського клубу ГІК та національної збірної Буркіна-Фасо.

## Клубна кар'єра
Народився 30 жовтня 1998 року в місті Уагадугу. Вихованець футбольної школи клубу «Салітас» на батьківщині. У 2017 році його помітили скаути бельгійського «Мехелена» і запросили в клуб. У матчі проти «Антверпена» він дебютував у Жюпіле-лізі. У цьому ж поєдинку Хассан забив свій перший гол за «Мехелен». У своєму дебютному сезоні він забив 11 м'ячів і став найкращим бомбардиром команди.
В кінці року підписав контракт з амстердамським «Аяксом», який вступав у дію з літа 2018 року. Сума трансферу склала 8 млн євро. 13 липня під час товариської зустрічі з «Андерлехтом» отримав перелом малогомілкової кістки і вибув до кінця 2018 року.

## Виступи за збірну
14 листопада 2017 року дебютував в офіційних іграх у складі національної збірної Буркіна-Фасо в відбірковому матчі до чемпіонату світу 2018 року проти збірної Кабо-Верде.
| Дата       | Місто         | Господарі    | Результат | Гості        | Турнір                                       | Голи | Примітки |
| ---------- | ------------- | ------------ | --------- | ------------ | -------------------------------------------- | ---- | -------- |
| 25-10-2015 | Уагадугу      | Буркіна-Фасо | 0 – 0     | Нігерія      | Відбір до Чемпіонату африканських націй 2016 | -    | 46'      |
| 14-11-2017 | Уагадугу      | Буркіна-Фасо | 4 – 0     | Кабо-Верде   | Відбір до ЧС 2018                            | -    | 64'      |
| 22-3-2018  | Лімей-Бреванн | Буркіна-Фасо | 2 – 0     | Гвінея-Бісау | товариський матч                             | -    | 72'      |
| 27-3-2018  | Франконвіль   | Косово       | 2 – 0     | Буркіна-Фасо | товариський матч                             | -    | 74'      |
| 27-5-2018  | Бове          | Камерун      | 0 – 1     | Буркіна-Фасо | товариський матч                             | -    | 58'      |
| 24-3-2021  | Кампала       | Уганда       | 0 – 0     | Буркіна-Фасо | Відбір до Кубка африканських націй 2021      | -    | 72'      |
| 5-6-2021   | Абіджан       | Кот-д'Івуар  | 2 – 1     | Буркіна-Фасо | товариський матч                             | -    | 68'      |
| 12-6-2021  | Рабат         | Марокко      | 1 – 0     | Буркіна-Фасо | товариський матч                             | -    | 86'      |
| 2-9-2021   | Марракеш      | Нігер        | 0 – 2     | Буркіна-Фасо | Відбір до ЧС 2022                            | -    | 46'      |
| 7-9-2021   | Марракеш      | Буркіна-Фасо | 1 – 1     | Алжир        | Відбір до ЧС 2022                            | -    | 70'      |
| 12-11-2021 | Марракеш      | Буркіна-Фасо | 1 – 1     | Нігер        | Відбір до ЧС 2022                            | -    | 63'      |
| 16-11-2021 | Бліда         | Алжир        | 2 – 2     | Буркіна-Фасо | Відбір до ЧС 2022                            | -    | 61'      |
| Усього     |               | Матчів       | 12        |              | Голів                                        | 0    |          |

## Титули і досягнення
- Чемпіон Нідерландів (1):

«Аякс»: 2018-19
- Володар Кубка Нідерландів (1):

«Аякс»: 2018-19